# Gabriel Darrieus
Pierre Joseph Gabriel Georges Darrieus (Tolosa, 21 febbraio 1859 – Tolone, 21 settembre 1931) è stato un ammiraglio francese, che fu primo comandante del primo sottomarino della Marine nationale, il Gymnote.
Oltre ai vari imbarchi su numerose navi, insegnò strategia e tattica navale presso l'École supérieure de la Marine, e fu inventore di numerose innovazioni, tra cui un siluro a propulsione elettrica e una dinamo ed elaborò il progetto dei motori del sottomarino Gustave Zèdé. Come capo del gabinetto militare del Ministro della Marina Édouard Lockroy, difese la modernizzazione della marina e l'introduzione di nuovi armamenti, e fu anche capo di gabinetto militare del Ministro Théophile Delcassé (gennaio 1912-21 gennaio 1913). Durante la prima guerra mondiale comandò la 3ª e la 2ª Squadra da battaglia.

## Biografia

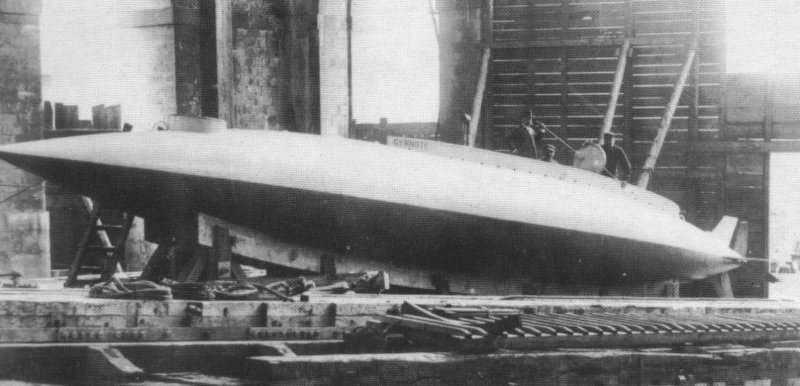
Il sottomarino Gymnote nel 1889.

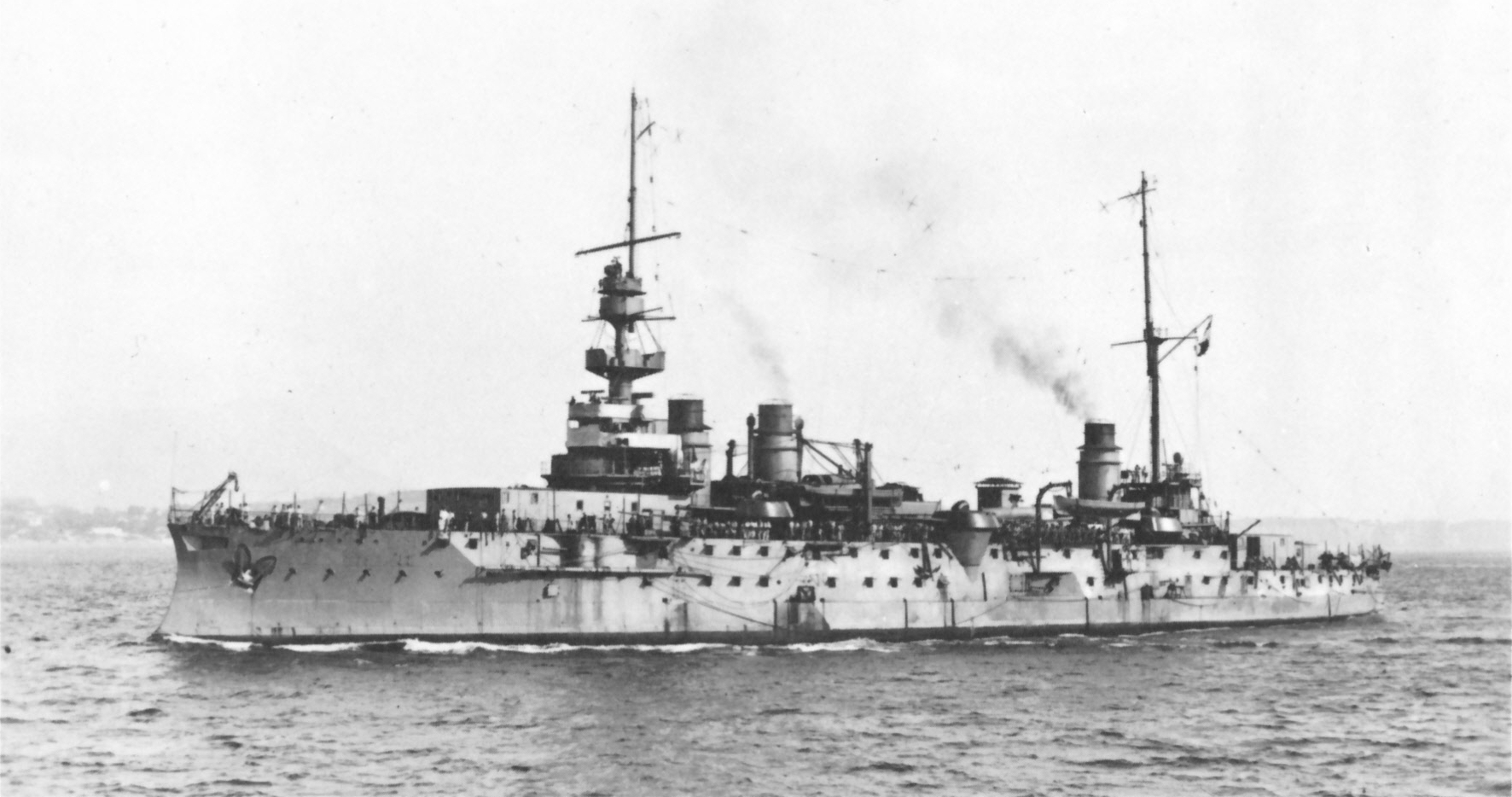
La nave da battaglia République nel 1906.

Nacque a Tolosa il 21 febbraio 1859, figlio di Jean Marie e di Jeanne Marie Marcel. Nell'ottobre 1876 entrò come allievo presso l'École navale, e fu nominato aspirante il 5 ottobre 1879.
Nel 1881 si imbarcò sull'incrociatore protetto Thèmis, appartenente alla divisione navale della Cina e del Giappone, e il 5 ottobre di quell'anno fu promosso  alfiere, divenendo tenente di vascello il 23 ottobre 1885, in servizio presso la Difesa antisommergibile di Tolone e alla Scuola siluristi. Si appassionò subito al nuovo materiale, e mise a punto numerose invenzioni, come una dinamo e un siluro a propulsione elettrica. Nel 1889 assunse il comando del primo sottomarino della Marine nationale, il Gymnote. Tra l'indifferenza generale dei comandi mise in evidenza le possibilità del nuovo materiale, apportandovi numerosi perfezionamenti.
Il 6 ottobre 1891 assume il comando la torpediniera assegnata alla difesa mobile del porto di Tolone, e quindi della torpediniere costiera Déroulède in Algeria (1892-1893). L'11 novembre 1895 passò in servizio presso lo Stato maggiore, dove collaborò alla messa a punto del motore del nuovo sottomarino Gustave Zèdé.  Dopo un imbarco di diciotto mesi presso lo Stato maggiore della Squadra del Mediterraneo a bordo della corazzata Brennus è promosso capitano di fregata l'8 settembre 1898, divenendo quindi capo del gabinetto militare del Ministro della Marina Édouard Lockroy. Assume poi il comando dell'incrociatore protetto Du Chayla operante in Mediterraneo, poi la scuola siluristi imbarcata sulla nave scuola Algésiras nel 1901.  Il 1 gennaio 1903 diviene vicecomandante dell'incrociatore corazzato D'Entrecasteaux, posto in riserva a Tolone, ed è promosso capitano di vascello il 2 marzo 1906. Professore di strategia a tattica navale presso la Scuola superiore della Marina (École Supérieure de la Marine). Il 9 luglio 1907 diviene comandante della nave scuola cannonieri Couronne di stanza a Tolone.
Il 1 gennaio 1911 assume il comando della nave da battaglia République, appartenente alla 1ª Squadra da battaglia.  Promosso contrammiraglio il 24 gennaio 1912, diviene capo di gabinetto del Ministro Théophile Delcassé (gennaio 1912-21 gennaio 1913), comandando poi la Divisione navi scuola del Mediterraneo. Nel 1914 assume il comando della  3ª Squadra da battaglia, con cui, nel 1915, assicura il blocco navale delle coste della Siria. Nel mese di settembre di quell'anno assicura l'evacuazione verso Alessandria d'Egitto di più di 4.092 armeni rifugiati nel Djebel Moussa per sfuggire al genocidio scatenato dai turchi. Nel marzo 1916 è promosso viceammiraglio, e assume il comando della  2ª Squadra da battaglia, ricoprendo poi Prefetto marittimo di Rochefort. Comandante superiore interalleato, nel maggio 1918 assicura il blocco navale dello stretto dei Dardanelli, e nel mese di agosto è nominato Prefetto marittimo di Biserta, cercando di dare un impulso all'industrializzazione della Tunisia. Grande ufficiale della Legion d'onore il 24 gennaio 1919, lascia il servizio attivo nel febbraio 1921. Diviene membro molto attivo della Accademia della marina, ricostituita dal Ministro Georges Leygues nel 1921, di cui fu primo Segretario generale. Si spegne a Tolone il 21 settembre 1931.
Sposatosi con la signorina Eugénie Brun l'8 gennaio 1887, la coppia ebbe otto figli. Tra di essi l'ingegnere e scienziato Georges Darrieus. Un di suoi pronipoti e l'ammiraglio Henri Darrieus, vincitore del Premio Éric Tabarly sul migliore libro sul mare (Prix de l'AAEN) 1994.

## Pubblicazioni
- Études sur les bateaux sous-marins, in Bulletin des travaux des officiers, 1895, 379 p.
- La guerre sur mer, stratégie et tactique: La doctrine,  Challamel, Paris,1907, 465 p.
- La Puissance navale nécessaire: Conférence faite pour la Ligue maritime française,  Grasset, Paris, 1912, 62 p.
- Les sous-marins, Société d'éditions géographiques, maritimes et coloniales, Paris, 184 Bd St Germain, 1927.

### Annotazioni
1. ↑  Essi erano al comando di un giovane capo, Pierre Dimlakian, e Darrius riuscì a tenere lontani i turchi con la minaccia di utilizzare i cannoni della flotta.

### Fonti
1. 1 2 3 4 5 6 7 8 9 10 11 12  Espace Tradition de l'Ecole Navale.
2. 1 2 3 4 5 6 7 8  Institut de Strategie.
3. 1 2 3 4 5 6  Academie de Marine.
4. ↑  (FR) Généalogie de la famille, su gw3.geneanet.org.
5. ↑  (FR) Prix Eric Tabarly du Meilleur Livre de Mer, su prix-litteraires.net (archiviato dall'url originale il 10 luglio 2018).
6. ↑  (FR) Dossier aux Archives nationales